# Vysílač Kleť
Vysílač Kleť je 172 metrů vysoká ocelová konstrukce nacházející se poblíž vrcholu hory Kleť vysoké 1087 metrů. Zajímavá dominanta CHKO Blanský les byla postavena roku 1977. Chvíli bylo možno vysílač spatřit i s jeho cca 115 metrů vysokým předchůdcem z roku 1958 (v provozu od r. 1959), ten byl však záhy rozebrán. Vysílač zahájil provoz 28. 7. 1977. Roku 2009 byla švýcarskými piloty vyměněna stará UHF anténa. Nový laminátový nástavec s digitální anténou lze na stožáru snadno rozeznat díky dosud nevybledlým červeným pruhům. Vysílač je dobře vidět z blízkých obcí, např. z Chlumu, Křemže, Holubova či Krasetína. Zahlédnout však lze třeba i z Českého Krumlova, z Českých Budějovic či z poměrně dalekého Písku nebo Protivína.

## Vysílané stanice

### Televize
Z vysílače Kleť jsou šířeny následující televizní multiplexy:
|        | Multiplex    | Kanál | Kmitočet | Výkon (ERP) | Polarizace   |
| ------ | ------------ | ----- | -------- | ----------- | ------------ |
| DVB-T2 | Multiplex 21 | 39    | 618 MHz  | 100 kW      | horizontální |
| DVB-T2 | Multiplex 22 | 27    | 522 MHz  | 100 kW      | horizontální |
| DVB-T2 | Multiplex 23 | 22    | 482 MHz  | 100 kW      | horizontální |

### Rozhlas
Přehled rozhlasových stanic vysílaných z Kleti:
|    | Stanice              | Kmitočet  | Výkon (ERP) | Polarizace   |
| -- | -------------------- | --------- | ----------- | ------------ |
| FM | ČRo Radiožurnál      | 91,1 MHz  | 77,62 kW    | horizontální |
| FM | Rádio Frekvence 1    | 94,1 MHz  | 61,65 kW    | horizontální |
| FM | Rádio Impuls         | 102,9 MHz | 61,65 kW    | horizontální |
| FM | ČRo České Budějovice | 106,4 MHz | 77,62 kW    | horizontální |

Kleť vysílá i digitální rozhlas DAB+:
|      | Multiplex | Kanál | Kmitočet    | Výkon (ERP) | Polarizace |
| ---- | --------- | ----- | ----------- | ----------- | ---------- |
| DAB+ | ČRo DAB+  | 12C   | 227,360 MHz | 20 kW       | vertikální |

### Vysílání z rozhledny Kleť
V sousedství vysílače se nachází rozhledna Josefova věž, ze které se taktéž vysílá digitální televize.
|        | Multiplex    | Kanál | Kmitočet | Výkon (ERP) | Polarizace   |
| ------ | ------------ | ----- | -------- | ----------- | ------------ |
| DVB-T2 | Multiplex 24 | 30    | 546 MHz  | 63 kW       | horizontální |

## Ukončené vysílání

### Digitální televize DVB-T
Vypínání původních DVB-T multiplexů probíhalo od února do července 2020, nahradilo je DVB-T2 na kanálech 39, 27, 22.
| Vypnuto       |       | Multiplex   | Kanál | Kmitočet | Výkon (ERP) | Polarizace   |
| ------------- | ----- | ----------- | ----- | -------- | ----------- | ------------ |
| únor 2020     | DVB-T | Multiplex 2 | 39    | 618 MHz  | 100 kW      | horizontální |
| únor 2020     | DVB-T | Multiplex 3 | 22    | 482 MHz  | 100 kW      | horizontální |
| červenec 2020 | DVB-T | Multiplex 1 | 49    | 698 MHz  | 100 kW      | horizontální |

 VKV (podle Normy OIRT) 67,61 MHz (30 kW) Praha (mono, se vstupy regionálního vysílání jihočeského krajského studia České Budějovice) - 70,07 MHz (30 kW) Vltava (stereo)- 71,63 Hvězda (stereo, do roku 1964 66,83 MHz)

## Nejbližší vysílače
Nejbližší významné vysílače a vzdálenost k nim:
| Růžice kompasu | Krašov 152,7 km  | Cukrák 119,1 km | Mezivrata 86,6 km     | Růžice kompasu |
| Růžice kompasu | Svatobor 70,9 km | Sever           | Javořice 86,7 km      | Růžice kompasu |
| Růžice kompasu | Svatobor 70,9 km | Západ · Východ  | Javořice 86,7 km      | Růžice kompasu |
| Růžice kompasu | Svatobor 70,9 km | Jih             | Javořice 86,7 km      | Růžice kompasu |
| Růžice kompasu | Passau (D) 70 km | Linz (A) 60 km  | Jauerling (A) 97,8 km | Růžice kompasu |